# Lista över vulkaner i Australien

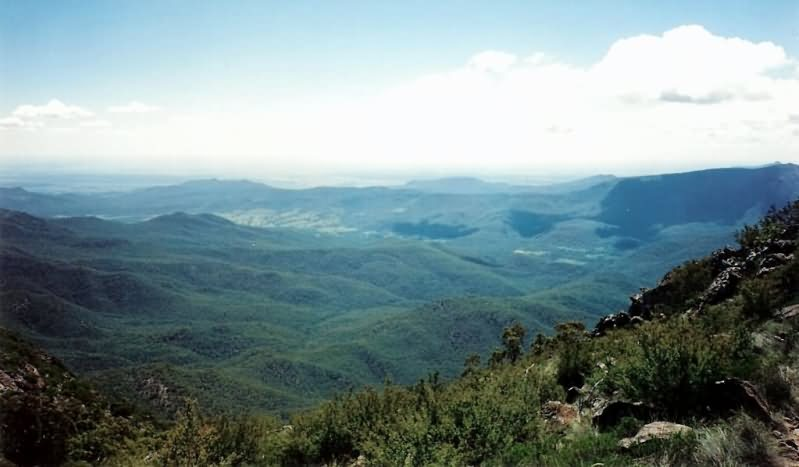
Mount Kaputar

Detta är en lista över vulkaner i Australien.
| Namn                                        | Höjd (m ö.h.) | Delstat         | Läge                                            | Senaste utbrott               |
| ------------------------------------------- | ------------- | --------------- | ----------------------------------------------- | ----------------------------- |
| Abercrombie Volcano                         | -             | New South Wales | 34°18′S 149°24′Ö / 34.3°S 149.4°Ö               | 14–26 miljoner år sedan       |
| Airly Volcano                               | -             | New South Wales | 32°54′S 150°06′Ö / 32.9°S 150.1°Ö               | 34–42 miljoner år sedan       |
| Barrington Volcano                          | -             | New South Wales | 31°48′S 151°12′Ö / 31.8°S 151.2°Ö               | 44–54 miljoner år sedan       |
| Bunda Bunda Volcano                         | -             | New South Wales | 31°06′S 152°24′Ö / 31.1°S 152.4°Ö               | 71 miljoner år sedan          |
| Byrock Volcano                              | -             | New South Wales | 30°42′S 146°18′Ö / 30.7°S 146.3°Ö               | 16 miljoner år sedan          |
| Mount Canobolas                             | 1 395         | New South Wales | -                                               | 11-13 miljoner år sedan       |
| Cargelligo Volcano                          | -             | New South Wales | 33°24′S 146°30′Ö / 33.4°S 146.5°Ö               | 10–15 miljoner år sedan       |
| Central Volcano                             | -             | New South Wales | 29°48′S 151°36′Ö / 29.8°S 151.6°Ö               | -                             |
| Comboyne Volcano                            | -             | New South Wales | 31°36′S 152°30′Ö / 31.6°S 152.5°Ö               | 11–13 miljoner år sedan       |
| Doughboy Volcano                            | -             | New South Wales | 30°18′S 152°12′Ö / 30.3°S 152.2°Ö               | 38–45 miljoner år sedan       |
| Dubbo Volcano                               | -             | New South Wales | 32°12′S 149°12′Ö / 32.2°S 149.2°Ö               | 12–15 miljoner år sedan       |
| Ebor Volcano                                | -             | New South Wales | 30°24′S 152°24′Ö / 30.4°S 152.4°Ö               | 18–19 miljoner år sedan       |
| El Capitan                                  | -             | New South Wales | 31°12′S 146°12′Ö / 31.2°S 146.2°Ö               | 12–15 miljoner år sedan       |
| Mount Kaputar eller Nandewar                | 1 507         | New South Wales | -                                               | 17-18 miljoner år sedan       |
| Liverpool Range                             | -             | New South Wales | 31°54′S 150°24′Ö / 31.9°S 150.4°Ö               | 32–35 miljoner år sedan       |
| Monaro Volcano                              | -             | New South Wales | 35°42′S 150°18′Ö / 35.7°S 150.3°Ö               | 37–55 miljoner år sedan       |
| Nerriga Volcano                             | -             | New South Wales | 35°12′S 149°48′Ö / 35.2°S 149.8°Ö               | 50 miljoner år sedan          |
| Snowy Mountains                             | -             | New South Wales | 35°30′S 148°18′Ö / 35.5°S 148.3°Ö               | 17–22 miljoner år sedan       |
| South Coast Volcano                         | -             | New South Wales | 35°42′S 150°18′Ö / 35.7°S 150.3°Ö               | 26–31 miljoner år sedan       |
| Southern Highlands Volcano                  | -             | New South Wales | 34°36′S 150°30′Ö / 34.6°S 150.5°Ö               | 31–55 miljoner år sedan       |
| The Breadknife                              | 600           | New South Wales | 31°18′S 149°00′Ö / 31.3°S 149.0°Ö               | 13–17 miljoner år sedan       |
| Walcha Volcano                              | -             | New South Wales | 31°24′S 151°48′Ö / 31.4°S 151.8°Ö               | 44–56 miljoner år sedan       |
| Mount Warning or Tweed Volcano              | 1 157         | New South Wales | 28°23′50″S 153°16′15″Ö / 28.39722°S 153.27083°Ö | ~22 miljoner år sedan         |
| Warrumbungles                               | -             | New South Wales | 31°18′S 149°00′Ö / 31.3°S 149.0°Ö               | 13–17 miljoner år sedan       |
| Atherton Volcano                            | -             | Queensland      | 17°30′S 144°30′Ö / 17.5°S 144.5°Ö               | Mindre än 100 000 år sedan    |
| Lake Barrine                                | 730           | Queensland      | 17°12′S 145°24′Ö / 17.2°S 145.4°Ö               | 12 000 år sedan               |
| Bauhinia Volcano                            | -             | Queensland      | 24°48′S 149°30′Ö / 24.8°S 149.5°Ö               | 23–25 miljoner år sedan       |
| Brisbane Volcano                            | -             | Queensland      | 27°42′S 152°36′Ö / 27.7°S 152.6°Ö               | 16–62 miljoner år sedan       |
| Buckland                                    | -             | Queensland      | -                                               | -                             |
| Bundaberg Volcano                           | -             | Queensland      | -                                               | -                             |
| Bunya Mountains                             | -             | Queensland      | 26°54′S 151°48′Ö / 26.9°S 151.8°Ö               | 23 miljoner år sedan          |
| Chudleigh Volcano                           | -             | Queensland      | 10°30′S 144°12′Ö / 10.5°S 144.2°Ö               | 250 000 år sedan              |
| Lake Eacham                                 | -             | Queensland      | 17°12′S 145°36′Ö / 17.2°S 145.6°Ö               | 12 000 år sedan               |
| Mount Fox                                   | -             | Queensland      | 18°30′S 145°28′Ö / 18.50°S 145.47°Ö             | -                             |
| Mount Hay                                   | -             | Queensland      | -                                               | -                             |
| Hillsborough Volcano                        | -             | Queensland      | 21°00′S 149°00′Ö / 21.0°S 149.0°Ö               | 33,2 miljoner år sedan        |
| The Hummock                                 | -             | Queensland      | -                                               | -                             |
| The Crater (Mt Hypipamee)                   | 1000          | Queensland      | 17°12′S 145°12′Ö / 17.2°S 145.2°Ö               | -                             |
| Kinrara Volcano                             | -             | Queensland      | 18°18′S 144°36′Ö / 18.3°S 144.6°Ö               | 20 000 år sedan               |
| Main Range Volcano                          | -             | Queensland      | 27°54′S 152°24′Ö / 27.9°S 152.4°Ö               | 23–27 miljoner år sedan       |
| Mount Le Brun                               | -             | Queensland      | 25°35′52″S 151°54′32″Ö / 25.59778°S 151.90889°Ö | Över 600 000 år sedan         |
| Mount McBride                               | 911           | Queensland      | 18°18′S 144°36′Ö / 18.3°S 144.6°Ö               | 1,7 miljoner år sedan         |
| McLean Volcano                              | -             | Queensland      | 15°48′S 144°48′Ö / 15.8°S 144.8°Ö               | Mindre än 1 miljon år sedan   |
| Mingela                                     | -             | Queensland      | -                                               | -                             |
| Mitchell Volcano                            | -             | Queensland      | 26°00′S 148°12′Ö / 26.0°S 148.2°Ö               | 21–24 miljoner år sedan       |
| Monto                                       | -             | Queensland      | -                                               | -                             |
| Nebo Volcano                                | -             | Queensland      | 21°24′S 148°12′Ö / 21.4°S 148.2°Ö               | 28–35 miljoner år sedan       |
| Nulla Volcano                               | -             | Queensland      | 19°42′S 145°18′Ö / 19.7°S 145.3°Ö               | 13 000 år sedan               |
| Piebald Volcano                             | 417           | Queensland      | 15°06′S 145°06′Ö / 15.1°S 145.1°Ö               | Mindre än 3 miljoner år sedan |
| Rockhampton Volcano                         | -             | Queensland      | 23°18′S 150°24′Ö / 23.3°S 150.4°Ö               | 67–71 miljoner år sedan       |
| Springsure                                  | 600           | Queensland      | 24°00′S 148°06′Ö / 24.0°S 148.1°Ö               | 24–33 miljoner år sedan       |
| Sturgeon Volcano                            | -             | Queensland      | 20°18′S 144°12′Ö / 20.3°S 144.2°Ö               | 92 000 år sedan               |
| Toomba                                      | -             | Queensland      | 19°30′S 145°00′Ö / 19.5°S 145.0°Ö               | -                             |
| Undara Crater                               | 1 020         | Queensland      | 18°15′S 144°45′Ö / 18.25°S 144.75°Ö             | -                             |
| Wallaroo Volcano                            | -             | Queensland      | 18°00′S 145°24′Ö / 18.0°S 145.4°Ö               | Mindre än 5 miljoner år sedan |
| Focal Peak                                  | -             | Queensland      | -                                               | -                             |
| Mount Barney                                | 1 359         | Queensland      | 28°10′S 152°25′Ö / 28.17°S 152.42°Ö             | -                             |
| Campbells Folly                             | -             | Queensland      | -                                               | -                             |
| Mount Gilles                                | -             | Queensland      | -                                               | -                             |
| Mount Glennie                               | -             | Queensland      | -                                               | -                             |
| Levers Plateau                              | -             | Queensland      | -                                               | -                             |
| Mount Lindesay                              | -             | Queensland      | -                                               | -                             |
| Glass House Mountains                       | -             | Queensland      | -                                               | -                             |
| Mount Beerburrum                            | 276           | Queensland      | 26°42′S 152°54′Ö / 26.7°S 152.9°Ö               | 26–27 miljoner år sedan       |
| Mount Beerwah                               | 556           | Queensland      | 26°42′S 152°54′Ö / 26.7°S 152.9°Ö               | 26–27 miljoner år sedan       |
| Mount Coochin                               | 235           | Queensland      | 26°42′S 152°54′Ö / 26.7°S 152.9°Ö               | 26–27 miljoner år sedan       |
| Mount Cooee                                 | -             | Queensland      | 26°42′S 152°54′Ö / 26.7°S 152.9°Ö               | 26–27 miljoner år sedan       |
| Mount Coonowrin                             | 377           | Queensland      | 26°42′S 152°54′Ö / 26.7°S 152.9°Ö               | 26–27 miljoner år sedan       |
| Mount Elimbah                               | 129           | Queensland      | 26°42′S 152°54′Ö / 26.7°S 152.9°Ö               | 26–27 miljoner år sedan       |
| Mount Horogargan                            | -             | Queensland      | 26°42′S 152°54′Ö / 26.7°S 152.9°Ö               | 26–27 miljoner år sedan       |
| Mount Miketeebumulgrai                      | 199           | Queensland      | 26°42′S 152°54′Ö / 26.7°S 152.9°Ö               | 26–27 miljoner år sedan       |
| Mount Ngungun                               | 253           | Queensland      | 26°42′S 152°54′Ö / 26.7°S 152.9°Ö               | 26–27 miljoner år sedan       |
| Round Mountain                              | -             | Queensland      | 26°42′S 152°54′Ö / 26.7°S 152.9°Ö               | 26–27 miljoner år sedan       |
| Mount Tibberoowuccum                        | 220           | Queensland      | 26°42′S 152°54′Ö / 26.7°S 152.9°Ö               | 26–27 miljoner år sedan       |
| Mount Tibrogargan                           | 364           | Queensland      | 26°42′S 152°54′Ö / 26.7°S 152.9°Ö               | 26–27 miljoner år sedan       |
| Mount Tunbubudla                            | 312           | Queensland      | 26°42′S 152°54′Ö / 26.7°S 152.9°Ö               | 26–27 miljoner år sedan       |
| Wild Horse Mountain                         | 123           | Queensland      | 26°42′S 152°54′Ö / 26.7°S 152.9°Ö               | 26–27 miljoner år sedan       |
| Peak Range                                  | -             | Queensland      | -                                               | -                             |
| Anvil Peak                                  | -             | Queensland      | 22°48′S 148°00′Ö / 22.8°S 148.0°Ö               | 27–35 miljoner år sedan       |
| Browns Peak                                 | 807           | Queensland      | 22°48′S 148°00′Ö / 22.8°S 148.0°Ö               | 27–35 miljoner år sedan       |
| Table Mountain                              | -             | Queensland      | 22°48′S 148°00′Ö / 22.8°S 148.0°Ö               | 27–35 miljoner år sedan       |
| Murray Island                               | 200           | Queensland      | -                                               | 1 miljon år sedan             |
| Mount Burr                                  | -             | South Australia | -                                               | -                             |
| Mount Gambier                               | 190           | South Australia | 37°48′S 142°30′Ö / 37.8°S 142.5°Ö               | 4 500 år sedan                |
| Mount Schank                                | 158           | South Australia | 37°48′S 142°30′Ö / 37.8°S 142.5°Ö               | 5 000 år sedan                |
| Newer Volcanics Province                    | 1011          | South Australia | 37°46′S 142°30′Ö / 37.77°S 142.50°Ö             | 2900 f.kr.                    |
| Aberfeldy Volcano                           | -             | Victoria        | 37°48′S 146°24′Ö / 37.8°S 146.4°Ö               | 27 miljoner år sedan          |
| Bogong Volcano                              | -             | Victoria        | 37°06′S 147°12′Ö / 37.1°S 147.2°Ö               | 25–37 miljoner år sedan       |
| Bonang Volcano                              | -             | Victoria        | 37°12′S 148°42′Ö / 37.2°S 148.7°Ö               | 38–42 miljoner år sedan       |
| Lake Bullen Merri                           | -             | Victoria        | -                                               | -                             |
| Mount Buninyong                             | 744           | Victoria        | -                                               | -                             |
| Lake Colongulac                             | -             | Victoria        | -                                               | -                             |
| Dargo                                       | -             | Victoria        | -                                               | -                             |
| Mount Eccles, i Mount Eccles Nationalpark   | -             | Victoria        | -                                               | 8 000 år sedan                |
| Mount Elephant                              | 244           | Victoria        | -                                               | 5 000–20 000 år sedan         |
| Flinders Volcano                            | -             | Victoria        | 38°30′S 145°18′Ö / 38.5°S 145.3°Ö               | 40–48 miljoner år sedan       |
| Mount Franklin                              | 635           | Victoria        | -                                               | -                             |
| Gelantipy Volcano                           | -             | Victoria        | 37°12′S 148°18′Ö / 37.2°S 148.3°Ö               | 34–43 miljoner år sedan       |
| Lake Gnotuk                                 | -             | Victoria        | -                                               | -                             |
| Mount Hamilton                              | -             | Victoria        | -                                               | -                             |
| Mount Hotham                                | 1 861         | Victoria        | 36°35′S 147°05′Ö / 36.59°S 147.08°Ö             | -                             |
| Howitt Volcano                              | -             | Victoria        | 37°12′S 146°42′Ö / 37.2°S 146.7°Ö               | 32–36 miljoner år sedan       |
| Lake Keilambete                             | -             | Victoria        | -                                               | -                             |
| Mount Kooroocheang                          | 230           | Victoria        | -                                               | -                             |
| La Trobe Volcano                            | -             | Victoria        | 38°30′S 146°18′Ö / 38.5°S 146.3°Ö               | 50–59 miljoner år sedan       |
| Mount Leura                                 | -             | Victoria        | -                                               | -                             |
| Mount Macedon                               | 1 014         | Victoria        | -                                               | 360 miljoner år sedan         |
| Mount Napier                                | 440           | Victoria        | 37°48′S 142°30′Ö / 37.8°S 142.5°Ö               | 5290 BC                       |
| Neerim Volcano                              | -             | Victoria        | 38°00′S 146°00′Ö / 38.0°S 146.0°Ö               | 20–25 miljoner år sedan       |
| Mount Noorat                                | 310           | Victoria        | -                                               | -                             |
| Poowong                                     | -             | Victoria        | -                                               | -                             |
| Lake Purrumbete                             | -             | Victoria        | -                                               | -                             |
| Mount Sugarloaf                             | -             | Victoria        | -                                               | -                             |
| Toombullup Volcano                          | -             | Victoria        | 36°54′S 146°18′Ö / 36.9°S 146.3°Ö               | 37–44 miljoner år sedan       |
| Tower Hill, i Tower Hill State Game Reserve | -             | Victoria        | -                                               | 25 000 år sedan               |
| Uplands Volcano                             | -             | Victoria        | 36°48′S 147°36′Ö / 36.8°S 147.6°Ö               | 2 miljoner år sedan           |
| Mount Warrenheip                            | 741           | Victoria        | -                                               | -                             |
| Mount Warrnambool                           | -             | Victoria        | -                                               | -                             |
| Western Plains                              | -             | Victoria        | -                                               | -                             |